# Hilara fortis
Hilara fortis är en tvåvingeart som beskrevs av Becker 1914. Hilara fortis ingår i släktet Hilara och familjen dansflugor.
Artens utbredningsområde är Tanzania. Inga underarter finns listade i Catalogue of Life.